# Les Jours heureux (film, 1941)
Pour les articles homonymes, voir Les Jours heureux.
Pour plus de détails, voir Fiche technique et Distribution.
Les Jours heureux est un film français réalisé par Jean de Marguenat, sorti en 1941.
Il s'agit d'une adaptation de la pièce de Claude-André Puget. C'est en référence à ce film, tout autant qu'à une pièce théâtrale à succès de 1938, que le  Conseil national de la Résistance (CNR) intitule son programme Les jours heureux.

## Fiche technique
- Titre : Les Jours heureux
- Réalisation : Jean de Marguenat
- Scénario : André Legrand (adaptation), d'après la pièce de théâtre Claude-André Puget (auteur - dialogue)
- Photographie : Fédote Bourgasoff
- Montage : Jean Feyte
- Musique : Lionel Cazaux et Jacques Météhen
- Société de production : Films Roger Richebé
- Pays de production :  France
- Format :  Noir et blanc - 1,37:1 - 35 mm - Son mono
- Genre : Comédie
- Durée : 90 minutes (1 h 30)
- Date de sortie : 
  - France : 24 décembre 1941

## Distribution
- Pierre Richard-Willm : Michel
- François Périer : Bernard
- Juliette Faber : Pernette
- André Bervil : Olivier
- Monique Thiébaut : Marianne
- Janine Viénot : Francine
- Paul Barré
- Jean Clarieux
- Léonce Corne